# ОУ „Георги Сугарев“ (Битоля)
Основно училище „Георги Сугарев“ (на македонска литературна норма: Основно училиште „Ѓорѓи Сугарев“) е училище в град Битоля, Северна Македония.
Училището отваря врати на 12 декември 1974 година и едно от най-новите училища в Битоля. При основаването си в 1974 година училището започва да издава литературно списание „Първа лястовичка“. Разположено е в Баир махала на града. Срещу училището се намира Керим беговият хамам, а недалеч е и битолският чинар. Училището е едно от петте в Република Македония, включени в проекта за образование на деца с увреждания. Училището има две сгради – малка, която е училищната сграда с кабинети, класни стаи и други и голяма спортна сграда.